# Dolenje Podpoljane

Lega kraja v Atlasu okolja

Dolenje Podpoljane so razloženo naselje na vzhodnem obrobju Velikolaščanske pokrajine v Občini Ribnica. Leži na zahodnem vznožju vznožju Male gore.
Gručasto jedro je na podolgovatem slemenu nad glavno cesto Škofljica - Kočevje. Dve hiši sta ob cesti, zaselek »Močile« pa je na ravnici ob reguliranem potoku Zastavi. 
V bližini je več manjših peskokopov.